# ピオルテッロ
ピオルテッロ（伊: Pioltello）は、イタリア共和国ロンバルディア州ミラノ県にある、人口約36,000人の基礎自治体（コムーネ）。

## 地理

### 位置・広がり

#### 隣接コムーネ
隣接するコムーネは以下の通り。
- チェルヌスコ・スル・ナヴィーリオ
- ペスキエーラ・ボッロメーオ
- ローダノ
- セグラーテ
- ヴィモドローネ

### 地震分類
イタリアの地震リスク階級 (it) では、3 に分類される
。

## 行政

### 分離集落
ピオルテッロには、以下の分離集落（フラツィオーネ）がある。
- Limito, Rugacesio, Seggiano